# 90210: Новое поколение (сезон 4)
Четвёртый сезон молодёжного сериала «90210: Новое поколение» транслировался с 13 сентября 2011 года по 15 мая 2012 года. Канал официально подтвердил продление шоу 26 апреля 2011. Шоу выходило в эфир по вторникам в 20:00.
Тревор Донован покинул основной состав в результате изменений в руководящем составе канал, но его персонаж вернётся в качестве приглашённой звезды в нескольких эпизодах нового сезона. Канал заказал 2 дополнительных эпизода — в итоге, для сезона было снято всего 24 серии.
В России четвёртый сезон транслировался с 14 июня 2014 года по 7 июля 2014 года на телеканале СТС Love каждый день в 17:00 и повтором в 13:20 — был показан весь четвёртый сезон сериала с полным дублированным озвучиванием.

## Сюжет
Подходит к концу лето, и ребята готовятся начать новую главу своей жизни. Лиам возвращается с работ на рыбацкой лодке и дважды делает предложение Энни, однако девушка оба раза отвергает его, так как он ведёт себя незрело — несколько месяцев от него не было вестей, а затем он неожиданно появляется перед девушкой и просит её руки. После пьяной ночи Лиам узнаёт, что купил у местного предпринимателя бар «Offshore» на берегу моря. Между тем, в город приезжает молодая вдова Джейн, чей муж Джим был другом Лиама на той лодке, и предположительно погиб во время несчастного случая. Сильвер и Навид начинают жить вместе. Навид руководит семейным бизнесом и присматривает за младшей сестрой-подростком Лейлой. Жизнь Навида усложняется, когда дядя Амаль грозится разрушить семью Навида, если тот не будет помогать ему использовать семейный бизнес как прикрытие для незаконных сделок. Айви пытается смириться с мыслью, что Раджу остаётся жить не так долго.
Наоми покупает грандиозный особняк, вступая в противоречивые отношения с сыном его бывшего владельца, молодым ковбоем Остином. Девушка пытается произвести впечатление на студенческое сообщество Калифорнийского университета и устраивает невероятную вечеринку, закончившуюся полицейским рейдом и обвинением в выращивании марихуаны. В итоге, Наоми становится изгоем и вступает в конфликт с президентом местного сестринства — Холли. Сначала девушка делает вид, что собирается позволить Наоми вступить в сестринство, но позже бывшая школьница понимает, что Холли лишь манипулировала ею. Тогда Наоми решает организовать своё собственное общежитие из самых непопулярных девочек университета и сделать их лидерами среди женских общежитий. Между Остином и Наоми возникают чувства, но позже девушка понимает, что он лишь использовал её, чтобы порвать с Холли. Наоми понимает, что всё ещё испытывает чувства к Остину. Взаимоотношения между Наоми и Холли осложняются, когда Наоми получают практику, руководителем которой является мать Холли, с которой у девушки существуют непростые отношения. Тогда Холли спит с Остином, и Наоми окончательно порывает с юношей.
Энни вступает в борьбу за наследство с Джереми, племянником Марлы, и вскоре получает деньги. Лиам попадает на мотоцикле в аварию, когда его сбивает девушка по имени Ванесса: она вызывает «скорую помощь», сказав, что виновный сбежал с места преступления. Некоторое время спустя, Ванесса и Лиам начинают встречаться, и девушка даже становится менеджером Лиама, помогая строить ему карьеру актёра и модели.

### Комментарии создателей
Четвёртый сезон расскажет о событиях, произошедших в жизни героев после окончания школы: кто-то продолжит учёбу, а кто-то решит посвятить себя работе, пытаясь сохранить былые дружеские связи и завести новые.
Мэтт Лантер комментирует свою сюжетную линию: «Это такой период в жизни, когда перед человеком открываются возможности, которые выходят за рамки школьных коридоров — мне безумно нравятся сюжетные линии, которые придумали для меня и других героев сценаристы шоу».
Было сделано заявление, что один из персонажей начнёт употреблять наркотики и лишь один из героев продолжит классическое обучение в колледже. Исполнительный продюсер Пэтти Карр сообщила, что Наоми купит особняк, который использует в качестве общежития, где она будет проживать вместе с Энни, Сильвер и молодожёнами Айви и Раджем. Диксон займётся музыкальной карьерой и не будет учиться в колледже. В одном из первых эпизодов Наоми устроит дикую вечеринку. Навид и Сильвер будут вынуждены присматривать за сестрой Навида, решившей остаться в Лос-Анджелесе, когда его семья переезжает в Швейцарию. Кроме того, Навид наймёт Сильвер к себе на работу, чтобы они могли больше времени проводить вместе.
Кристин Дос Сантос сообщила, что Энни освоит новую профессию, когда родственники Марлы оспорят её завещание. Майкл Осьелло позже сообщил, что она начнёт работать в качестве девушки-эскорта. Лиам начнёт работать моделью. В восьмом эпизоде друзья отправятся в Лас-Вегас, где состоится импровизированная свадьба. Как позже выяснилось, это будет свадьба Тэдди Монтгомери и его нового возлюбленного Шейна. Адрианна решит возродить свою музыкальную карьеру и вернуть дочь.

## Кастинг
В январе 2011 года стало известно, что Райан Эгголд и Лори Локлин покинут шоу после окончания третьего сезона. Неизвестно, появятся ли актёры в качестве приглашённых звёзд. Авторы сериала комментируют своё решение тем, что герои поступают в колледж, и будут меньше нуждаться в помощи родителей. Уход более старшего актёрского состава можно также объяснить словами исполнительного продюсера Ребекки Синклэр, считающей, что авторы должны больше времени уделять молодым героям. Однако стало известно, что президент канала Дон Острофф уже попросил Локлин вернуться к роли в нескольких эпизодах нового сезона, если ей позволит её рабочий график.
Пресс-релиз канала на сезон 2011-12 включал список всех актёров основного состава: Шеней Граймс, Тристана Уайлдза, АннаЛинн МакКорд, Джессику Строуп, Майкла Стэгера, Джессику Лаундес, Мэтта Лантера, Тревора Донована и Джиллиан Зинцер. В интервью для «Entertainment Weekly» МакКорд подтвердила, что основной состав изменится по решению нового руководства, но сама актриса точно вернётся в основном составе. Тревор Донован стал первым актёром, кто получил статус «возвращающейся звезды» — он исполнит гостевую роль в первых 5 эпизодах нового сезона. Маниш Дайал вернётся в сериал в роли мужа Айви, умирающего от рака Раджа. Донован стал единственным актёром, покинувшим основной состав. Кроме того, в сериале появится 5 новых персонажей: ковбой Остин, сын кантри-звезды; Холли, соперница Наоми по университету; студент Гейб, сблизившийся с Энни из корыстных мотивов; молодая вдова Джейн — любовный интерес Лиама; и Лийла — сестра Навида. Кроме того в шоу появится Амаль — дядя Навида, партнёр по бизнесу его отца. Он описан как отрицательный персонаж, «с которым не хотелось бы иметь общих дел». Кристина Апгар, Мегалин Эчиканвоук и Джастин Дили получили роли Джейн, Холли и Остина, соответственно. Джош Цукерман вернётся в роли Макса, парня Наоми, в нескольких эпизодах. «Entertainment Weekly» сообщил, что рэпер Теопилус Лондон появится в сериале в гостевой роли и исполнит несколько песен на вечеринке Наоми в премьерном эпизоде. Позже Дрю Сили получил роль в сериале, но был заменён актёром из шоу «Сверхъестественное», Мэттом Коэном, в роли Джереми. Фредди Смит не появится в роли Марко, парня Тэдди, так как они расстались во время летних каникул. Звезда сериала «Баффи — истребительница вампиров», Сара Хэйган, сыграет Алану — члена сестринской общины, куда вступила Наоми.
Певица R&B Брэнди Норвуд появится в сериале в важной сюжетной линии. Она сыграет персонажа по имени Марисса Джексон-Льюис, которая появится в октябрьских эпизодах шоу — это молодая женщина, которая стремится победить на выборах в конгресс, надеясь на поддержку молодёжи. Она выступает против консерватора, дяди Тэдди. Она снимает агитационное видео, направленное на молодёжную аудиторию. Шон Винг получил гостевую роль студента-выпускника, очаровательного любителя путешествий по имени Никки, увлекающегося фотографией и работающего на журнал «National Geographic». Он влюбится в одну из героинь, у которой уже есть парень. Келли Пиклер сыграет Салли, кантри-певицы, кузину местного ковбоя Остина. Бывшая звезда сериала «Гигантик», Райан Роттман, сыграет Шейна, 20-летнего юношу-гея, борющегося за право однополых браков. Крис МакКенна сыграет Патрика, бизнесмена, который влюбится в Энни. Бывшая звезда сериала «Никита», Тиффани Хайнс, получила роль офицера полиции Кэт. Винни Гуаданино, известный по сериалу «Берега Джерси» сыграет роль знаменитости, у которого будет покерная игра с Лиамом и большими ставками. Билли Рэй Сайрус получил роль отца Остина, Джадда Риджа, звезды-кантри. Эпизод с его участием выйдет в эфир в ноябре. Дженис Дикинсон сыграет знаменитость из мира моды, которая будет судить показ в Калифорнийском университете — эпизод с её участием выйдет в ноябре. Ариэль Кеббел сыграет Ванессу начиная с декабрьского эпизода — её героиня с запутанным прошлым делает рискованный выбор, который может повлиять на одного из героев. Мэтт Лантер отметил, что, вероятно, Ванесса станет новой возлюбленной Лиама: «Это будет забавно, так как она [Ванесса] очень загадочная девушка». Звезда сериала «Эврика», актёр Найалл Мэйттер, подтвердил, что он сыграет сексуального профессора Грега, который влюбится в Сильвер. Журнал «Entertainment Weekly» подтвердил, что Сара Фостер, сыгравшая сестру Наоми, Джен Кларк, снимется в трёх эпизодах, начиная с 16-й серии.
Ник Зано получил роль Престона Хиллингсбрука, плейбоя, унаследовавшего состояние своей семьи. Его персонаж подружится с Энни, а также станет любовным интересом одной из героинь. Ла Тойя Джексон появится в одном из февральских эпизодов. Её персонаж — могущественный музыкальный продюсер, заинтересовавшийся Диксоном. Звезда фильма «Шаг вперёд 2: Улицы», Роберт Хоффман, сыграет Калеба — ученика семинарии, мечтающего стать священником. Он увлекается сёрфингом и занимается благотворительностью. Появление актёра ожидается не раньше марта. Яни Геллман, известный по роли в сериале «Милые обманщицы», сыграет Диего, уличного художника, у которого появляются чувства к Айви. Победительница 10-го сезона шоу «Американский идол», Хэйли Рейнхарт сыграет саму себя и исполнит сингл с её дебютного альбома. Тревор Донован вернётся в сериал в последнем эпизоде. В связи с болезнью, Тристан Уайлдз не появится в последних эпизодах шоу — по сюжету его герой уехал на гастроли. Маниш Дайал также вернётся в шоу в эпизоде «The Heart Will Go On».

### Съёмки
17 марта 2011 года стала известно, что Ребекка Синклэр покинет шоу после окончания третьего сезона. 26 апреля 2011 канал theCW официально подтвердил, что четвёртому сезону сериала быть. 12 мая 2011 года была подтверждена информация о том, что исполнительные продюсеры сериала «Жизнь непредсказуема», Патти Карр и Лара Олсен, займут место Синклер в качестве исполнительных продюсеров четвёртого сезона. Также они работали над сериалом «Частная практика».
19 мая объявлено, что сериал будет выходить в эфир по вторникам в 20:00, перед новым сериалом с Сарой Мишель Геллар. Премьера нового сезона состоялась 13 сентября 2011 года. 3 августа 2011 канал заказал два дополнительных эпизода — всего в сезоне будет 24 серии.
В эпизоде «Rock The Vote», который вышел в эфир в октябре, появился музыкант Cobra Starship, исполнивший свой новый сингл «#1Nite». Действие 8-й серии будет происходить в Лас-Вегаса. Группа The All-American Rejects исполнила песню в пятнадцатом эпизоде.
Первоначально шоу должно было вернуться в эфир после перерыва 10 января 2012 года, однако выход был передвинут на 17 января, перед премьерой нового реалити-шоу «Remodeled». Американская музыкальная группа Train появилась в одном из февральских эпизодов. Музыканты исполнили свой последний сингл «Drive By». Действие эпизода с участием музыкантов происходило в пустыне на музыкальном фестивале.

### Основной состав
- Шеней Граймс — Энни Уилсон
- Тристан Уайлдз — Диксон Уилсон
- Мэтт Лантер — Лиам Курт
- Анна-Линн МакКорд — Наоми Кларк
- Майкл Стэгер — Навид Ширази
- Джессика Строуп — Эйрин Сильвер
- Джессика Лаундс — Адрианна Тэйт-Дункан
- Джиллиан Зинцер — Айви Салливан

### Приглашённые звёзды
| - Тревор Донован — Тэдди Монтгомери - Джош Цукерман — Макс Миллер - Кейтлин Томпсон — Мэдисон - Маниш Дайал — Радж Кхер - Джастин Дили — Остин Толлридж - Крис МакКенна — Патрик Уэстхилл - Уилл Кемп — Митчелл Нэш - Сара Фостер — Джен Кларк - Ник Зано — Престон «Пи-Джей» Хиллингсбрук - Яни Геллман — Диего - Таня Реймонд — Соня - Роберт Хоффман — Калеб Уолш - Тиффани Хайнс — Офицер Кэт - Мишелль Хёрд — Рейчел Грей - Ла Тойя Джексон — Мэрэлин - Мэтт Коэн — Джереми - Найалл Мэйттер — Грег - Кристина Апгар — Джейн - Саммер Бишил — Лейла Ширази - Энтони Азизи — Дядя Амаль - Райан Роттман — Шейн - Стивен Амелл — Джим - Робин Томас — Чарльз Сандерсон | - Шон Дюк — Омар Ширази - Фабиана Уденио — Атуса Ширази - Дина Мейер — Шейла - Камерон Гудман — Бри - Рэй Уайз — Декан Томас - Винни Гваданино — Знаменитость - Мегалин Эчиканвоке — Холли Стриклер - Шон Винг — Ник - Трент Форд — Руководитель конкурса дизайнеров - Билли Рэй Сайрус — Джадд Ридж - Бренди — Марисса Харрис-Янг - Ариэль Кеббел — Ванесса Шоу - Келли Пиклер — Салли Батлер - Сара Хэйган — Алана Гордон - Хейли Рейнхарт — Играет саму себя - Дженис Дикинсон — Играет саму себя - Theophilus London — Играет самого себя - Перес Хилтон — Играет самого себя - Cobra Starship — Играют самих себя - The All-American Rejects — Играют самих себя - Train — Играют самих себя - Ник Картер — Играет самого себя |

## Описание эпизодов
| № | №  | Название                                                     | Режиссёр         | Сценарист(ы)                | Дата показа в США | Зрители |
| --- | -- | ------------------------------------------------------------ | ---------------- | --------------------------- | ----------------- | ------- |
| 69 | 1  | «Up In Smoke» «Укуренные»                                    | Элизабет Аллен   | Пэтти Карр и Лара Олсен     | 13 сентября 2011  | 1.61    |
| Наоми проводит лето в шоке от новости о своей беременности и понимает, что в колледже, в отличие от школы, она не королева. Энни тоже получает неожиданные новости, которые задерживают её в городе, а Лиам возвращается с целью сделать важный шаг. Диксон остаётся не только без соседа по комнате, но и без самой комнаты, когда неожиданный гость испытывает отношения Сильвер и Навида, решивших съехаться, на прочность. Адрианна возвращается в город в надежде на искупление, что оказывается не так легко. Айви и Радж переживают из-за ухудшения его здоровья, пока Тэдди мучается, решаясь рассказать родным о своей ориентации. |    |                                                              |                  |                             |                   |         |
| 70 | 2  | «Rush Hour» «Час-пик»                                        | Элизабет Аллен   | Тэренс Коли                 | 20 сентября 2011  | 1.47    |
| Пытаясь вернуть свой vip-статус, Наоми собирается попасть в популярное сестринство и вместе с Энни участвует в их играх. Энни узнаёт шокирующий секрет нового знакомого Джереми, который может повлиять на её будущее. Лиам решает купить бар и ему наносит визит гостья с Аляски. В это время Диксон узнаёт, что его соседом стал кантри-мальчик Остин, от которого только и жди неприятностей. В поисках своей сестры Лайлы Навид вместе с Сильвер вынуждены обратиться за помощью к Адрианне, несмотря на то, что Эйрин это не по душе.                                                                                                  |    |                                                              |                  |                             |                   |         |
| 71 | 3  | «Greek Tragedy» «Греческая трагедия»                         | Роб Харди        | Пол Скарриотта              | 27 сентября 2011  | 1.58    |
| После приобретения себе врага, в лице президента женского общества Холли, Наоми находит необычных союзников, которые помогают ей отомстить. Энни нужно найти быстрый способ заработать наличные деньги, чтобы внести взнос за вступление в женское общество. Лиам и Джейн сближаются, в то время как Адрианна раскрывает секрет, который заставляет Лиама смотреть на неё иначе. Айви всё более и более разочаровывается в друзьях и упрекает их за нехватку сострадания, в то время как Навид должен разобраться со своим дядей, приехавшим в город и пытающимся подорвать уничтожить «Ширази Студио».                                     |    |                                                              |                  |                             |                   |         |
| 72 | 4  | «Let The Games Begin» «Да начнутся игры»                     | Миллисент Шелтон | Дженна Ламия                | 4 октября 2011    | 1.29    |
| Навид устраивает Диксону сюрприз, выделяя время на студии, чтобы извиниться за замешательство с музыкальным продюсером. Диксон начинает бояться, что не оправдает ожиданий студии. Наоми готовит месть, чтобы превзойти конкурентку Холли и её женское общество во время Греческих игр. К большому ужасу Наоми, Холли обратилась за помощью к Остину. Сильвер делает неудачную рекламу бару Лиама, в то время как Айви разрывается между своим мужем и друзьями. |    |                                                              |                  |                             |                   |         |
| 73 | 5  | «Party Politics» «Политическая вечеринка»                    | Чери Ноулан      | Марджори Дэвид              | 11 октября 2011   | 1.54    |
| Сильвер просят сделать видео кампании для политического кандидата Мариссы Харрис-Янг, которая конкурирует с дядей Тедди, Чарльзом, в борьбе за государственную должность. Сам Тедди встречает Шейна, с которым у него был летний роман, а Энни вынуждена идти на важную встречу с Лейлой. Неожиданный посетитель угрожает разлучить Лиама и Джейн, в то время как Наоми не может побороть своё растущее чувство к Остину во время вечеринки, устроенной ею для того, чтобы привлечь студентов к голосованию. |    |                                                              |                  |                             |                   |         |
| 74 | 6  | «Benefit Of The Debt» «Преимущество долгов»                  | Джеймс Л. Конвэй | Лиз Фэнг                    | 18 октября 2011   | 1.41    |
| Лиаму предлагают работу модели, когда агент видит рекламу его бара. Энни начинает питать чувства к парню, от которого стоило бы держаться подальше. Во время благотворительного шоу талантов ради сбора денег для экспериментального лечения Раджа Наоми отчаянно пытается выиграть в конкурсе, чтобы произвести впечатление на сестру Остина — Салли, которая недавно приехала в город. Работая над песнями, Диксон переходит границы дозволенного, и Адрианна вынуждена бороться за своего друга. |    |                                                              |                  |                             |                   |         |
| 75 | 7  | «It's The Great Masquerade, Naomi Clark» «Великий маскарад»  | Дэвид Уоррен     | Брайан Доусон               | 1 ноября 2011     | 1.48    |
| Наоми приходится сотрудничать со своим заклятым врагом Холли, чтобы устроить костюмированную вечеринку в кампусе, что приводит к довольно неожиданным последствиям. План Навида вывести его дядю Амаля на чистую воду оказывается под угрозой срыва, когда Сильвер узнаёт, что кандидатка на кресло в конгрессе не та, за кого себя выдаёт. Тем временем, Адрианна приковывает себя к Диксону, чтобы не дать ему сорваться, а Энни должна решить — хочет ли она дать Патрику ещё один шанс. |    |                                                              |                  |                             |                   |         |
| 76 | 8  | «Vegas, Maybe?» «Однажды в Вегасе»                           | Скотт Гиллард    | Скотт Вейнгер               | 8 ноября 2011     | 1.55    |
| Друзья отправляются в Лас-Вегас, где Наоми знакомится с отцом Остина — звездой кантри, Джадом Риджем. Во время отдыха у бассейна парни встречают знаменитость, который приглашают Лиама сыграть с другими звёздами. Тэдди и Шэйн решают пожениться, в то время как Диксон и Эйд только начинают сближаться. Тем временем, Навид находит возможность вывести своего дядюшку Амаля на чистую воду. |    |                                                              |                  |                             |                   |         |
| 77 | 9  | «A Thousand Words» «Тысяча слов»                             | Миллисент Шелтон | Крис Этвуд                  | 15 ноября 2011    | 1.59    |
| Видео Сильвер о лас-вегасской свадьбе Тэдди попало в прессу и произвело разрушительный эффект на рекламную кампанию его дяди. Модельная карьера Лиама вышла на новый уровень благодаря стараниям его агента Шелии, а Энни отчаянно пытается помочь Диксону, даже если помощь ему обойдётся ей слишком дорого. Тем временем, Айви и Радж решают начать планировать своё будущее. |    |                                                              |                  |                             |                   |         |
| 78 | 10 | «Smoked Turkey» «Подгоревшая индейка»                        | Джерри Левайн    | Мириам Трогдон              | 22 ноября 2011    | 1.26    |
| Диксон пытается продолжить отношения с непреклонной Адрианной, пока вечные споры негативно сказываются на отношениях Айви и Раджа. Лиам планирует праздничный ужин для друзей, и неожиданный гость наносит визит. Тем временем, Наоми доходит до экстрима в своём желании доказать любовь к Остину. |    |                                                              |                  |                             |                   |         |
| 79 | 11 | «Project Runaway» «Проект «Подиум»»                          | Гарри Синклэр    | Аллен Клэри                 | 29 ноября 2011    | 1.52    |
| Диксон противостоит соблазнам, пытаясь вернуться в мир музыки, пока Энни борется с Джереми за наследство Марлы. Наоми и Холли подставляют друг друга перед Дженис Диккинсон на показе мод, а Навид доходит до предела, в попытках раскрыть махинации своего дяди. Тем временем, Тэдди принимает важное решение, которое очень расстраивает Сильвер. |    |                                                              |                  |                             |                   |         |
| 80 | 12 | «O Holly Night» «Ночь Холли»                                 | Стюарт Гиллард   | Пол Скарриотта              | 6 декабря 2011    | 1.46    |
| Новый босс Наоми, устроительница вечеринок Рэйчел, просит девушку организовать праздник в честь Дня рождения Холли - её главного врага в университете Холли. Энни вламывается в апартаменты Джереми, отчаянно пытаясь найти любые свидетельства, которые помогут ей отсудить наследство. Навид попадает в неприятности, когда вместе с дядей встречается с потенциальным покупателем, а Лиам узнаёт правду о том, откуда Энни достала деньги на лечение Диксона. |    |                                                              |                  |                             |                   |         |
| 81 | 13 | «Should Old Acquaintance Be Forgot?» «Кто прошлое помянет…»  | Чери Ноулан      | Дженна Ламия                | 17 января 2012    | 1.25    |
| Переживая разрыв с Остином, Наоми выставляет себя не в лучшем свете перед начальницей Рэйчел. Диксон и Адрианна собираются выступить в клубе, но вскоре понимают, что работать вместе — возможно, не самая лучшая идея. Тем временем, Сильвер переходит в своих отношениях с Грегом на новый уровень, а вечеринка Энни заканчивается катастрофой, так как она только и думает о новой девушке Лиама. |    |                                                              |                  |                             |                   |         |
| 82 | 14 | «Mama Can You Hear Me?» «Материнский инстинкт»               | Стюарт Гиллард   | Скотт Вейнгер               | 24 января 2012    | 1.24    |
| Наоми пытается наладить отношения между своей начальницей Рэйчел и её дочерью Холли, из-за чего девушке приходится работать вместе с последней. Грег предлагает Сильвер уехать вместе с ним в Нью-Йорк, а Навид узнаёт шокирующую информацию о дочери своего преподавателя. Энни, в свою очередь, выясняет, что новая подруга Лиама, Ванесса, причастна к аварии, в которой чуть не погиб юноша. |    |                                                              |                  |                             |                   |         |
| 83 | 15 | «Trust, Truth & Traffic» «Доверие, правда и дорожные пробки» | Бэттани Руни     | Марджори Дэвид              | 31 января 2012    | 1.38    |
| По просьбе Энни, Диксон и Остин разрешают Бри пожить некоторое время у них в квартире. Когда Диксона арестовывают по подозрению в поджоге сестринской общины, Энни решается открыть всю правду относительно своей работы и назвать истинного поджигателя, но Остин, узнав о беде, берёт вину на себя. Сильвер вынуждена забыть о прошлых обидах и помириться с Адрианной, когда та узнаёт, что Грег воспитывает её дочь Мэйзи. Однако это наносит непоправимый урон отношениям Сильвер и Грега. Ванесса устраивает вечеринку для раскрутки бара, на которой выступают знаменитая группа «All-American Rejects».                             |    |                                                              |                  |                             |                   |         |
| 84 | 16 | «No Good Deed» «Благими намерениями…»                        | Стюарт Гиллард   | Крис Этвуд                  | 7 февраля 2012    | 1.34    |
| Энни решает устроить сбор средств для благотворительных целей, а Наоми занимается своим первым мероприятием в рамках будущей карьера устроителя. Однако всё буквально идёт наперекосяк. Тем временем Сильвер, понимает, что у неё всё ещё есть чувства к Навиду, а Ванесса клянётся сделать Лиама большой звездой после того, как агент бросает его. |    |                                                              |                  |                             |                   |         |
| 85 | 17 | «Babes In Toyland» «Горячие цыпочки в стране игрушек»        | Майкл Зинберг    | Лиз Фэнг                    | 6 марта 2012      | 1.26    |
| Джен возвращается вместе с сыном Жаком в Беверли-Хиллз с планом по замужеству. Наоми сталкивает с новыми проблемами при попытке начать свой бизнес. Адрианна и Диксон встречаются с кинопродюсером, который хочет использовать их музыку в своём новом фильме, однако Ванесса срывает встречу, продолжая воплощать в жизнь план по превращению Лиам в кинозвезду. Сильвер принимают в университет Нью-Йорка, однако у неё есть сомнения из-за их взаимоотношений с Навидом. Между тем, Айви продолжает открывать новые грани своего творчества.                                                                                             |    |                                                              |                  |                             |                   |         |
| 86 | 18 | «Blood Is Thicker Than Mud» «Кровь гуще грязи»               | Стюарт Гиллард   | Пол Скарриотта              | 13 марта 2012     | 1.16    |
| Наоми уверена, что новый бизнес-партнёр Энни, Пи-Джей — идеальный мужчина для неё. Однако девушка с удивлением узнаёт, что у Джен свои планы относительно завидного холостяка. Адрианна и Диксон получат возможность выступить на одной сцене с группой «Train» во время музыкального фестиваля — вскоре Диксону предлагают контракт на запись альбома одна из крупнейших музыкальных продюсеров. Адрианна делится своими подозрениями относительного подстроенного Ванессой несчастного случая, однако Лиам ей не верит. |    |                                                              |                  |                             |                   |         |
| 87 | 19 | «The Heart Will Go On» «Сердце биться продолжает»            | Мэттью Даймонд   | Пэтти Карр                  | 20 марта 2012     | 1.25    |
| Диксон ссорится с Адрианной во время записи альбома в студии. Сильвер собирается пройти проверку на рак груди — поддержать её в этом хочет Лиам. Между тем, Айви узнаёт, что Радж не излечился от рака — он находится в больнице при смерти. Энни знакомится с потрясающим парнем-сёрфером по имени Калеб и с удивлением узнаёт, что он — католический священник. |    |                                                              |                  |                             |                   |         |
| 88 | 20 | «Blue Ivy» «Печальная Айви»                                  | Стюарт Гиллард   | Тэрренс Коли                | 27 марта 2012     | 1.27    |
| Пи-Джей делает предложение Наоми, а Энни узнаёт, что за этим поступком кроются корыстные мотивы: в противном случае он не получит полного доступа к своему фонду. Диксон признаётся Навиду, что подписал контракт со звукозаписывающей компанией, но об этом не знает Адрианна — лейбл не хочет работать с ней. Диксон также выступает на разогреве у Хейли Рейнхарт, и вновь умалчивает об этом. Лиам просит Ванессу съехать из его квартиры и узнаёт, что она сняла деньги с их совместного банковского счёта. |    |                                                              |                  |                             |                   |         |
| 89 | 21 | «Brides & Prejudice» «Невесты и предрассудки»                | Санаа Хамри      | Уилльям Х. Браун            | 24 апреля 2012    | 1.11    |
| Друзьям Наоми кажется, что девушка слишком торопится выйти замуж, поэтому Наоми и Пи-Джей принимают решение устроить небольшую вечеринку, чтобы каждый мог поближе узнать его. Остин возвращается в Лос-Анджелес и предлагает Адрианне стать её музыкальным менеджером, дабы сделать попытку пробиться в кантри-музыке. Калеб обеспокоен состоянием Айви, считая его эмоционально нестабильным, а Энни наконец признаётся молодому священнику, что влюблена в него. Между тем, Сильвер испытывает противоречивые чувства к Навиду, который вернулся в город и думает о том, что произошло между ней и Лиамом.                               |    |                                                              |                  |                             |                   |         |
| 90 | 22 | «Tis Pity» «Растущая горечь»                                 | Гарри Синклэр    | Скотт Вейнгер               | 1 мая 2012        | 1.13    |
| Навид подозревает, что Лиам и Сильвер начали встречаться друг с другом, поэтому он решает противостоять Лиаму на красной ковровой дорожке перед премьерой фильма. Энни и Калеб борются с влечением к друг другу, но в конце концов поддаются искушению. Между тем, Наоми нанимают для планирования свадьбы, и она обнаруживает, что знает жениха слишком хорошо. А Остин обращается к своему отцу, чтобы он поспособствовал карьере Адрианны. |    |                                                              |                  |                             |                   |         |
| 91 | 23 | «A Tale Of Two Parties» «История двух вечеринок»             | Роб Харди        | Тэрренс Коли и Дженна Ламия | 8 мая 2012        | 1.15    |
| Наоми пытается сорвать девичник, который она устраивает для невесты Макса, Мэдисон, когда на вечеринке появляется участник поп-группы «Backstreet Boys» Ник Картер — детская влюблённость девушки. Между тем, Навид и Лиам вступают в ожесточённую схватку за Сильвер, что приводит некоторых участников обеих вечеринок в тюремную камеру. Айви обвиняет Энни и Калеба в том, что они донесли на Диего за акт вандализма, так как он разрисовал стены церкви граффити — теперь юноша находится в бегах. |    |                                                              |                  |                             |                   |         |
| 92 | 24 | «Forever Hold Your Peace» «Храню я твой покой»               | Гарри Синклэр    | Лара Олсен                  | 15 мая 2012       | 0.98    |
| Наоми потрясёт всех заявлением, что не сможет продолжать организовывать свадьбу Макса, так как ей предложили работу в Нью-Йорке, и девушка собирается туда вскоре уехать. Тедди возвращается в город, а Диксон мчится назад с гастролей, чтобы дать его отношениям с Адрианой ещё один шанс, но до места назначения он так и не добирается. Между тем, Сильвер чувствует, что ей приходится выбирать между Навидом и Лиамом — она принимает решение, которое кардинально меняет её жизнь. |    |                                                              |                  |                             |                   |         |

## Выпуск на DVD
| Название        | Регион 1            | Регион 2            | Регион 4          | Количество дисков                     | Дополнения |
| --------------- | ------------------- | ------------------- | ----------------- | ------------------------------------- | --- |
| Четвёртый сезон | 2 октября 2012 года | 1 октября 2012 года | 6 марта 2013 года | 6 (24 эпизода) Общее время: 1003 мин. | Комментарии актёров к некоторым эпизодам Грим и стиль сериала Студенческий союз Декорации: Квартира Диксона / Бар Лиама / Особняк Наоми Главные события 4 сезона: Первокурсники Музыкальный клип «I Don’t Want You Anymore» Музыка сериала Удалённые сцены Неудачные дубли Ограничения по возрасту: PG-12 (UK) |

В России на лицензионном DVD сериал не издавался.